# Yuzhni (Dinskaya)
Yuzhni (del ruso: Южный) es un posiólok del raión de Dinskaya del krai de Krasnodar del sur de Rusia. Está situado en las llanuras de Kubán-Priazov, 18 km al este de Dinskaya y 11 km al norte de Krasnodar, la capital del krai.  Tenía 5 121 habitantes en 2010. Tenía 4 447 habitantes en 2002.
Es cabeza del municipio Yuzhnokubanskoye.

## Historia
En 1929 se estableció el sovjós Kubanski n.º 19. Originalmente se encontraba entre la línea de ferrocarril de Krasnodar a Rostov del Don y la carretera a Yeisk.

## Composición étnica
De los 4 447 habitantes que tenía en 2002, el 88.8 % era de etnia rusa, el 6.6 % era de etnia armenia, el 1.9 % era de etnia ucraniana, el 0.6 % era de etnia tártara, el 0.3 % era de etnia adigué, el 0.3 % era de etnia alemana, el 0.2 % era de etnia kurda, el 0.2 % era de etnia bielorrusa, el 0.1 % era de etnia georgiana y el 0.1 % era de etnia azerí